# فريدريك دين
فريدريك دين (بالإنجليزية: Frederick Dean)‏ هو عسكري جنوب أفريقي، ولد في 1900، وتوفي في 13 أكتوبر 1983.